# Distretto di Dimapur
Il distretto di Dimapur è un distretto del Nagaland, in India, di 308 382 abitanti. Il capoluogo è Dimapur.